# Rabó Gyula
Rabó Gyula (Jule A. Rabo; Rabo A. Jule) (Budapest, 1924. szeptember 9. – Armonk, New York, 2016. március 1.) magyar vegyészmérnök. A Budapesti Műszaki Egyetem, valamint a Pannon Egyetem díszdoktora, a Magyar Kémikusok Egyesületének tiszteletbeli tagja, a Magyar Tudományos Akadémia tagja (külső: 1993). Édesapja Magyarország főépítésze volt.

## Életpályája
1946-ban végzett a Budapesti Műszaki és Gazdaságtudományi Egyetem Vegyészmérnöki Karán. 1946–1948 között a Budapesti Műszaki és Gazdaságtudományi Egyetem tanársegéde, 1948–1955 között adjunktusa volt. 1951–1956 között a Nagynyomású Kísérleti Intézet igazgató-helyettese volt Varga József professzor mellett. Az 1956-os forradalom alatt Németországban volt. 1957–1961 között a Union Carbide Corp. csoport vezetője, 1961–1981 között tudományos igazgató-helyettese, 1981–1990 között tudományos igazgatója, 1991–1996 között tudományos tanácsadója volt. 1987-ben és 1991-ben a Párizsi Egyetem vendégprofesszora volt. 1992-ben a berkeleyi Kaliforniai Egyetemen volt vendégprofesszor. 1992–1993 között a berlini Max Planck Intézet vendégprofesszoraként dolgozott. 1993-tól a Magyar Tudományos Akadémia külső tagja volt.
Kutatási területe a vegyiparilag fontos katalitikus reakciók, a zeolitok katalitikus hatása. Felfedezte az Y zeolit savas formáit és alkalmazásukat az olajfinomítás folyamataiban.

## Művei
- Zeolite Chemistry and Catalysis (1974)

## Díjai
- Kossuth-díj (1953)
- Murphree-díj (1988)
- J. Houdry-díj (1989)
- Alexander von Humboldt-díj (1990)
- Varga József-érdemérem (1991)
- az Amerikai Kémikusok Intézetének díja (1993)
- A Magyar Érdemrend középkeresztje (2011)